# Wiener Wasserwelt

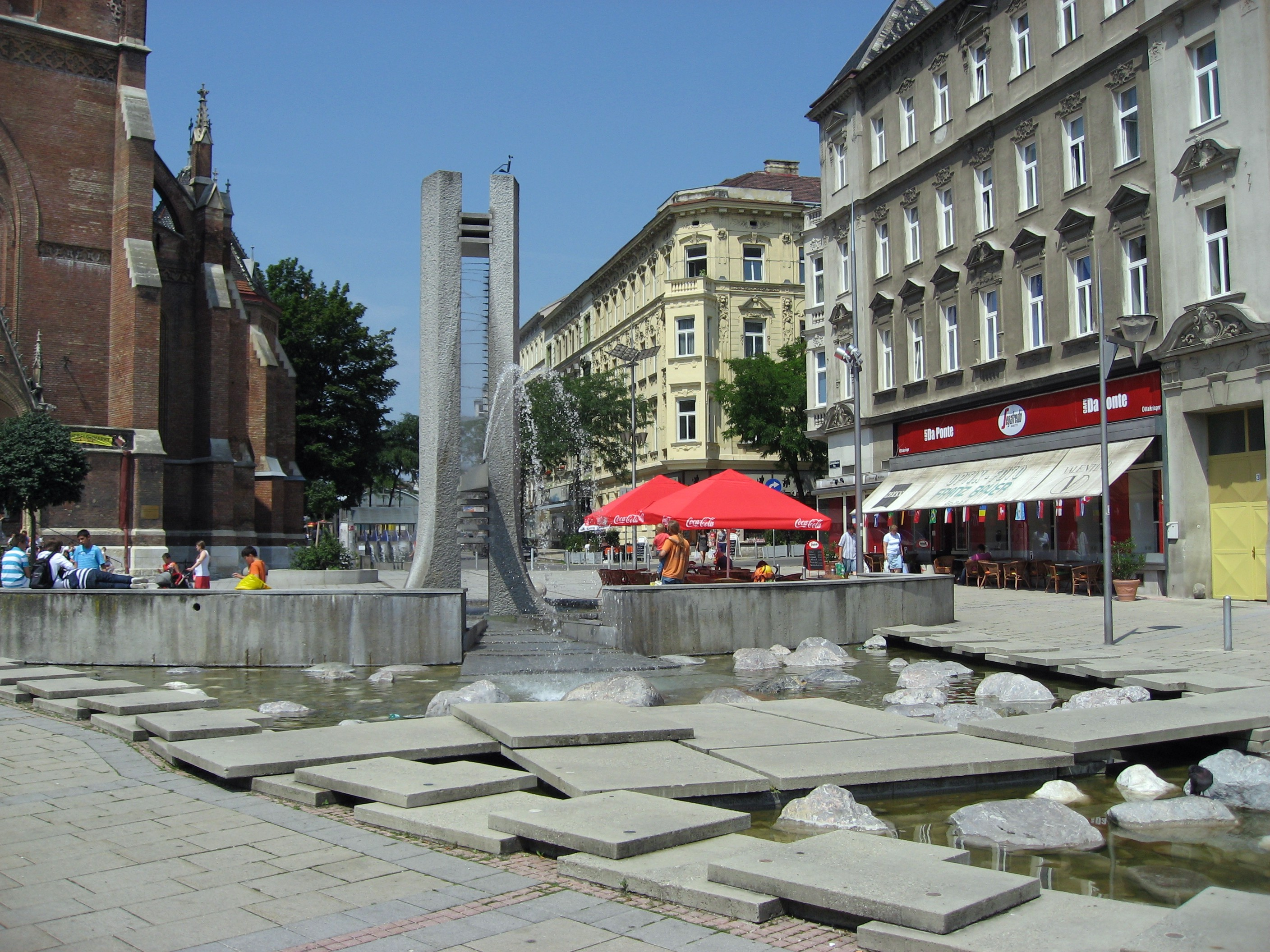
Wiener Wasserwelt, Denkzeichen von Osamu Nakajima

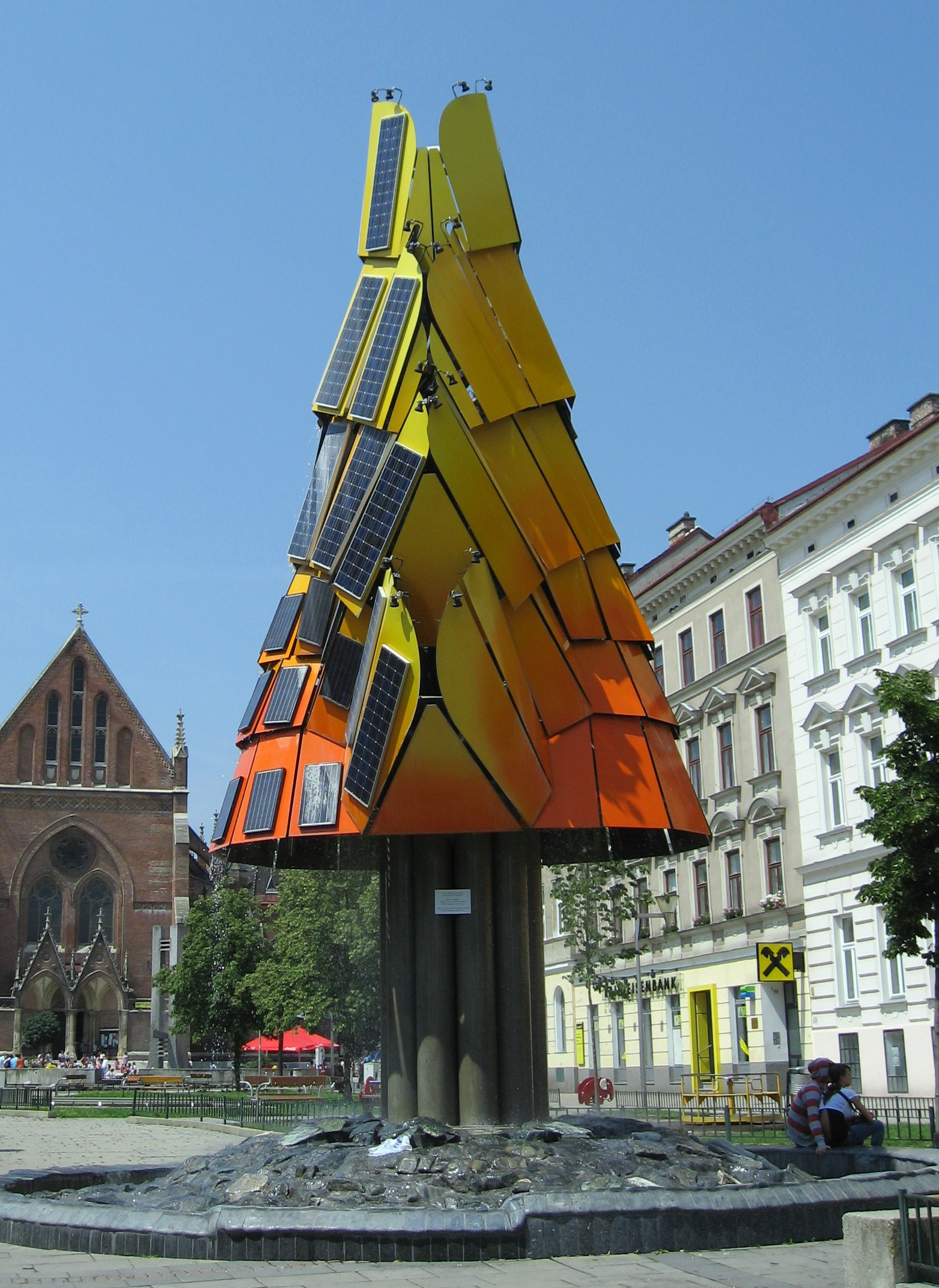
Lebensbaum von Hans Muhr

Die Wiener Wasserwelt ist eine aus ursprünglich sieben verschiedenen Brunnenanlagen bestehende Wasserkunst-Installation im 15. Wiener Gemeindebezirk Rudolfsheim-Fünfhaus. Sie befindet sich am Kardinal-Rauscher-Platz und erstreckte sich ursprünglich auch vom Meiselmarkt entlang der Meiselstraße.

## Geschichte

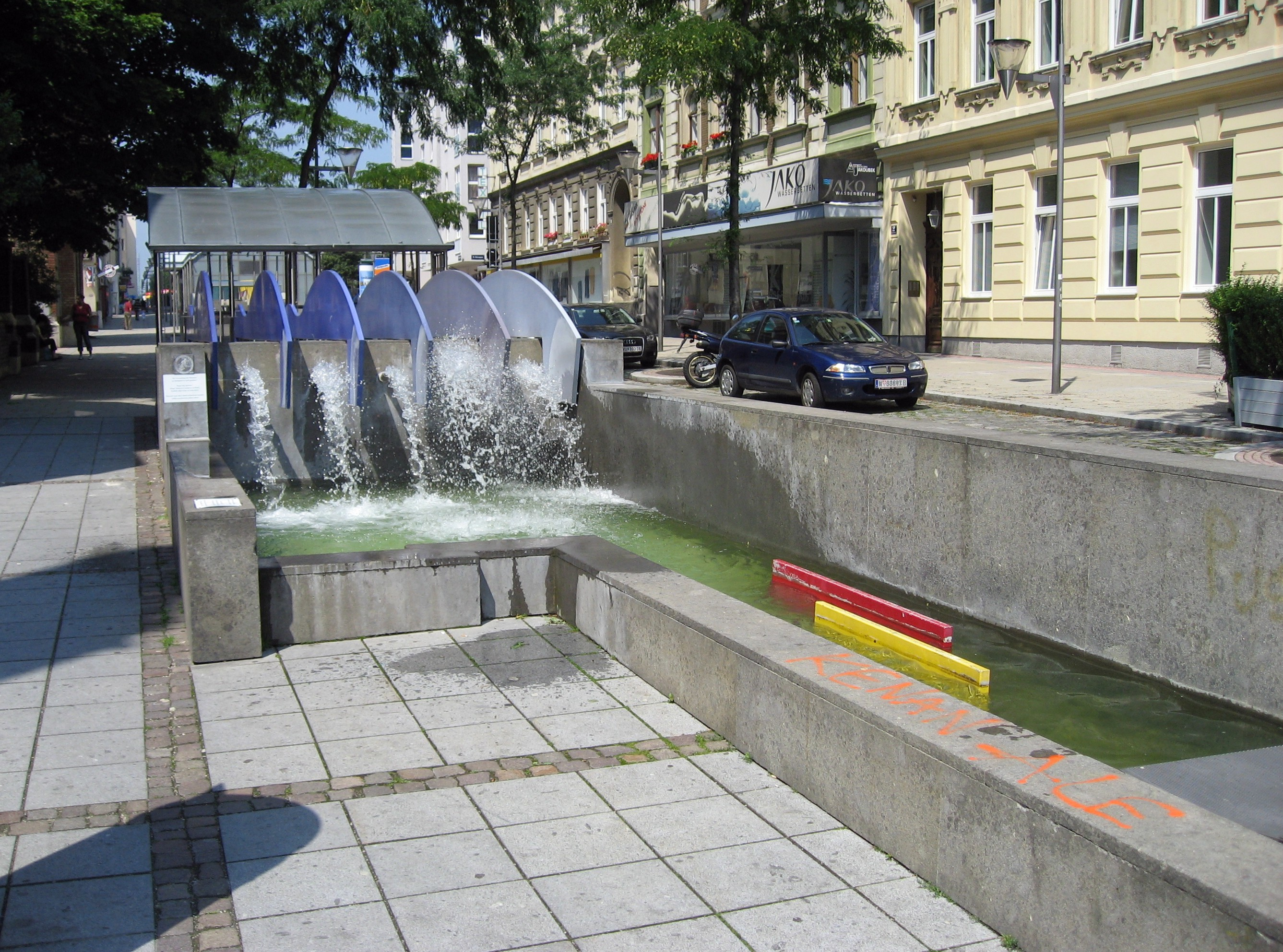
Wasserlichtbogen (nicht mehr vorhanden)

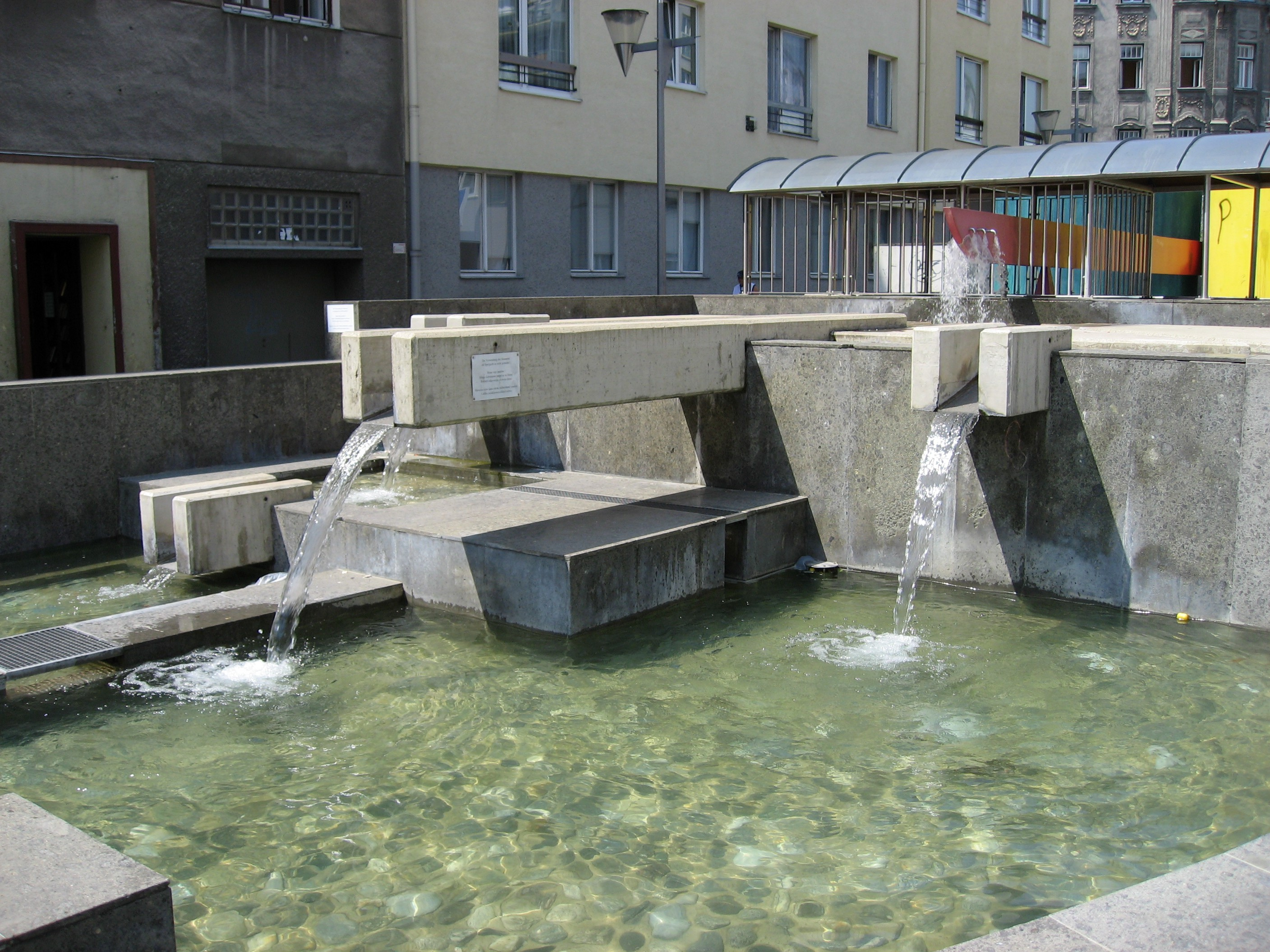
Spielbrunnen (nicht mehr vorhanden)

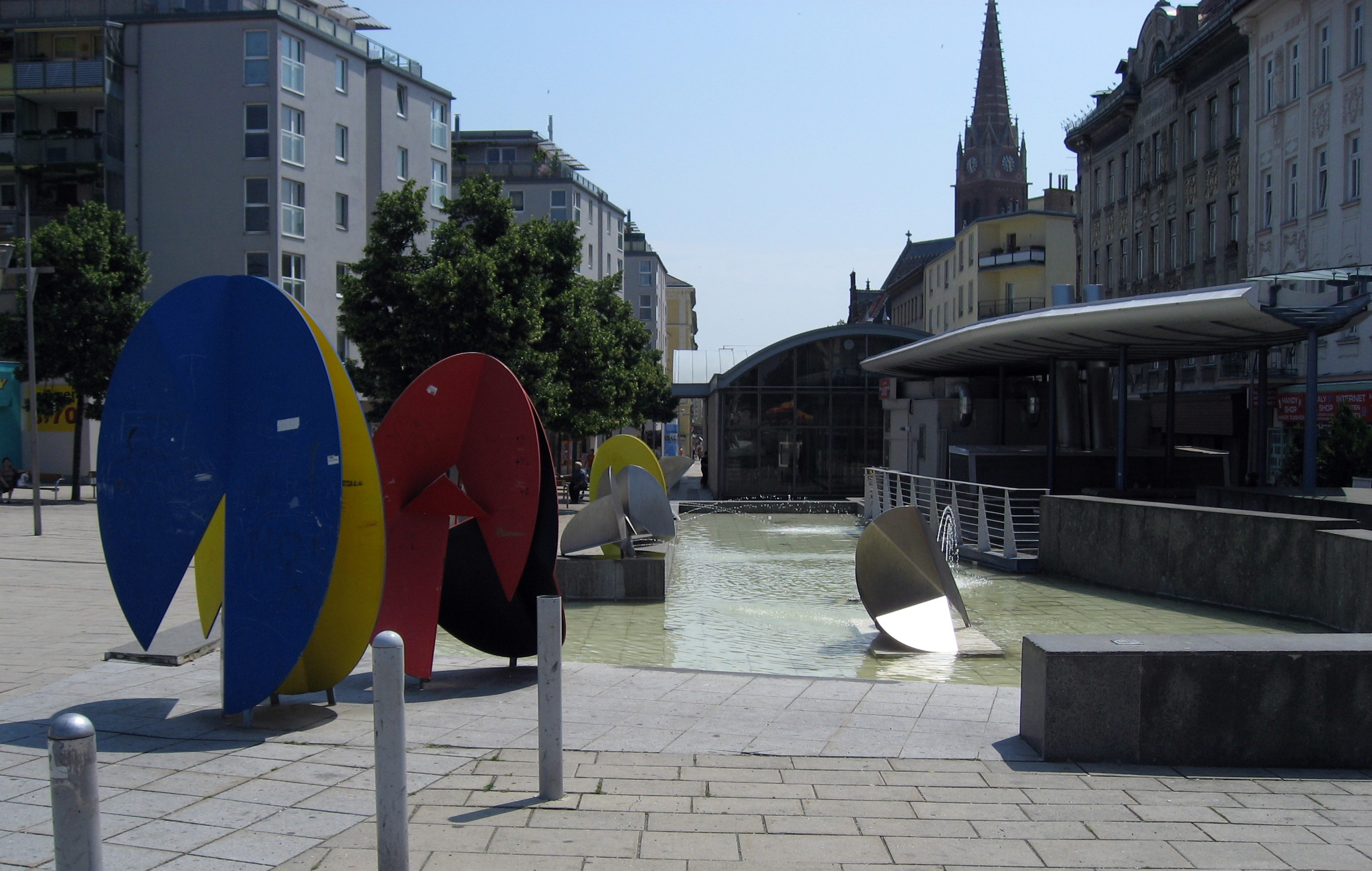
Neun Doppel-Ellipsen von Waltrud Viehböck (nicht mehr vorhanden)

Im Zuge der Verlängerung der U-Bahn-Linie U3 bis zur damaligen Endstation, der im September 1994 eröffneten Station Johnstraße, erfolgte Mitte der 1990er Jahre zwischen Johnstraße und Kardinal-Rauscher-Platz eine Oberflächenneugestaltung durch die Architekten Rudolf Guttmann und Rupert Falkner. Dabei entstand unter Mitwirkung der Bildhauer Waltrud Viehböck, Osamu Nakajima und Hans Muhr die Wiener Wasserwelt mit insgesamt sieben verschiedenen Brunnenanlagen. Der Standort der Wasserwelt ist auch ein Bezug auf den ehemaligen Wasserbehälter Schmelz der Wiener Wasserversorgung, in dem heute der Meiselmarkt und die U-Bahn-Station Johnstraße untergebracht sind und dessen Alte Schieberkammer erhalten geblieben ist.
Ab 2009 wurde eine Umgestaltung bzw. Neugestaltung der Wasserwelt geplant. Als Grund wurden die laufenden hohen Kosten für Reinigung und Instandhaltung angegeben, die durch regelmäßige Verunreinigungen und Beschädigungen entstanden. 2013 gab es schon einen Bürgerbeteiligungsprozess zur Neugestaltung, bei der die Auswertung der Befragung ergab, dass das Grätzl eigentlich ganz gut funktioniere, also wurde von einer vollständigen Neugestaltung abgesehen. Es gab aber den Wunsch nach zusätzlichen Grünräumen, Sitzgelegenheiten und Kinderspielgeräten. Die Fußgängerzone um die Meiselstraße wurde allerdings als Ort gesehen, der geeigneter sei, ihn zu durchqueren als sich dort länger aufzuhalten. 2017 war der Umbau abgeschlossen.
Als Resultat blieben die Brunnen am Kardinal-Rauscher-Platz erhalten, während die in der Meiselstraße (bzw. dem in ihrem Verlauf liegenden Leopold-Mistinger-Platz) durch Sitzgelegenheiten, Baumpflanzungen und Pflanzenbeete ersetzt wurden.
Im Bereich der Wasserwelt finden jährlich sogenannte Wasserweltfeste statt, die als kultur- und generationsübergreifende Grätzlfeste fungieren.  2012 fand das Wasserweltfest nicht bei der Wasserwelt, sondern im Vogelweidpark statt.

## Brunnen
- Denkzeichen: Der Brunnen wurde vom japanisch-österreichischen Bildhauer Osamu Nakajima geschaffen und befindet sich vor der Rudolfsheimer Pfarrkirche am Kardinal-Rauscher-Platz. In die beiden gewaltigen Granitstelen sind zahlreiche Wasserdüsen integriert, der Hauptstrahl ergießt sich in den davor liegenden künstlichen Teich.

- Berliner Trinkbrunnen: Der Berliner Trinkbrunnen befindet sich am sogenannten Ruheplatz in der Pergola am Kardinal-Rauscher-Platz. Der mit Kacheln verzierte Bronzebrunnen ist ein Geschenk der Stadt Berlin und als Entwurf von Hans Muhr sozusagen ein Gegenstück zu seinen Wiener Trinkbrunnen.

- Lebensbaum: Den Abschluss bildet der vom „Wasserbildhauer“ Hans Muhr geschaffene Lebensbaum. Die bunte Skulptur beinhaltet eine Photovoltaikanlage und befindet sich am östlichen Ende des Kardinal-Rauscher-Platzes, knapp vor der Huglgasse.[4]

### Ehemalige Brunnen
- Wasserbecken A und B, Pavillon: Die aus zwei separaten Wasserbecken und einem Pavillon bestehende Brunnenanlage befand sich zwischen dem Meiselmarkt und dem östlichen Aufnahmegebäude der U-Bahn-Station. Das größere der beiden Brunnenbecken grenzte an den schiffsförmigen Pavillon, in dem ein gastronomischer Betrieb untergebracht war. Die Stahlfiguren Neun Doppel-Ellipsen wurden von der Bildhauerin Waltrud Viehböck geschaffen.

- Wassersitzplatz: Neben der zum Meiselmarkt hinabführenden Freitreppe befand sich der „Wassersitzplatz“ genannte Brunnen, dessen Umrandung zum Sitzen genutzt werden konnte.

- Spielbrunnen: Der Brunnen befand sich auf der Meiselstraße zwischen Kröllgasse und Selzergasse. Der Fluss des Wassers über die stilisierten „Staustufen“ konnte über Klappen beeinflusst werden.

- Wasserlichtbogen: Ebenfalls in der Meiselstraße, seitlich der Rudolfsheimer Pfarrkirche lag der Wasserlichtbogen. Am breiteren Ende der annähernd L-förmigen Brunnenanlage waren sechs blaue Bögen montiert, zwischen denen sich die Wasserstrahlen in das Becken ergossen.